# Loris Frasnelli
Loris Frasnelli, né le 22 février 1979  à Trente, est un fondeur italien en activité.

## Biographie
Ayant fait ses débuts internationaux en 1998 lors des Championnats du monde juniors, Loris Frasnelli débute en Coupe du monde en décembre 2000 à Brusson puis termine neuvième dès sa deuxième course, un sprint libre à Asiago. En 2006, il gagne avec Christian Zorzi le sprint par équipes de Sapporo de très peu face aux Norvégiens. Il a participé aux Jeux olympiques d'hiver en 2006 et 2010 avec comme meilleur résultat, une sixième place au sprint libre de 2006 derrière deux de ses compatriotes.

## Palmarès

### Jeux olympiques d'hiver
| Épreuve / Édition | Sprint                           | Sprint                           | 15 km                            | 15 km                            | Poursuite 2 × 15 km | 50 km | Relais | Relais    |
| Épreuve / Édition | libre                            | classique                        | libre                            | classique                        | Poursuite 2 × 15 km | 50 km | Sprint | 4 × 10 km |
| JO 2006 Turin     | 6e                               | Épreuve inexistante à cette date | Épreuve inexistante à cette date | —                                | —                   | —     | —      | —         |
| JO 2010 Vancouver | Épreuve inexistante à cette date | 30e                              |                                  | Épreuve inexistante à cette date | —                   | —     | —      | —         |

### Championnats du monde
| Épreuve / Édition        | Sprint                           | Sprint                           | Relais | Relais    |
| Épreuve / Édition        | libre                            | classique                        | Sprint | 4 × 10 km |
| Mondiaux 2005 Oberstdorf | Épreuve inexistante à cette date | 26e                              |        |           |
| Mondiaux 2007 Sapporo    | Épreuve inexistante à cette date | 23e                              |        |           |
| Mondiaux 2011 Oslo       |                                  | Épreuve inexistante à cette date | 9e     |           |

### Coupe du monde
- Meilleur classement final : 46e en 2006.
- 2 podiums par équipe : 1 victoire et une deuxième place.
- Meilleur résultat individuel : 4e.